# لانگندورف (زاکسونی)-آنهالت
لانگندورف (زاکسونی)-آنهالت (به آلمانی: Langendorf) یک منطقهٔ مسکونی در آلمان است که در وایسنفلس واقع شده‌است.
 لانگندورف  ۲٬۴۷۵ نفر جمعیت دارد.